# Pietro Mascagni
Pietro Antonio Stefano Mascagni (Livorno, 7 de diciembre de 1863 - Roma, 2 de agosto de 1945) fue un músico y compositor italiano, uno de los mejores exponentes de la ópera verista.
Su obra maestra de 1890, Cavalleria rusticana, causó una de las mayores sensaciones en la historia de la ópera y marcó el inicio del verismo en la música dramática italiana. Si bien se solía afirmar que Mascagni, al igual que Ruggero Leoncavallo, era un "hombre de una sola ópera" que nunca pudo repetir su primer éxito, L'amico Fritz e Iris han permanecido en el repertorio europeo (especialmente italiano) desde sus estrenos.
Mascagni escribió quince óperas, una opereta, varias obras orquestales y vocales, además de canciones y música para piano. Gozó de un inmenso éxito durante su vida, tanto como compositor como director de música propia y ajena, y creó una variedad de estilos en sus óperas.

## Biografía
Pietro Mascagni nació en Livorno el 7 de diciembre de 1863, segundo hijo de Domenico, vendedor de vino, y de Emilia Mascagni, pianista. Giovanni Targioni-Tozzetti ("Nanni") nació ese mismo año en la misma ciudad y se convirtió en amigo y colaborador de Mascagni para toda la vida.
En 1876, a los 13 años, Mascagni comenzó sus estudios musicales con el compositor Alfredo Soffredini, quien fundó el Instituto Musicale di Livorno (posteriormente llamado Istituto Cherubini). Soffredini acababa de completar sus estudios musicales en Milán. También natural de Livorno, Soffredini fue compositor, profesor y crítico musical. Mascagni comenzó a componer con rapidez: entre 1879 y 1880, escribió varias obras: Sinfonía en do menor, Prima sinfonía en fa mayor, Elegía, Kyrie, Gloria y Ave María.
Durante sus años en el conservatorio, Mascagni estudió música clásica y música contemporánea. Apreciaba las obras de Giuseppe Verdi y de Richard Wagner, cuyas influencias se pueden percibir en su propia música. Su estilo comenzó a tomar forma a medida que se alejaba de las convenciones tradicionales, buscando una manera de expresar las emociones de una manera más visceral. Esto lo llevó a explorar el verismo, un movimiento que buscaba retratar la vida cotidiana y las pasiones humanas con realismo.
En 1929, con motivo de la fundación de la Real Academia de Italia, Mascagni fue incluido entre los académicos junto con Luigi Pirandello, Guglielmo Marconi, Gabriele D'Annunzio y Enrico Fermi, entre otros; en 1932 se unió al Partido Nacional Fascista.

## Trayectoria
Mascagni comenzó a trabajar en diversas obras, pero su carrera no despegó de inmediato. Durante varios años, compuso música para orquestas y coros, y trabajó como director musical en varias compañías de ópera. Fue entonces cuando empezó a experimentar con la creación de óperas cortas. En 1888, participó en un concurso de ópera con su obra Cavalleria rusticana, que tuvo un éxito inmediato, y su popularidad catapultó a Mascagni a la fama. Escrita en solo dos meses y basada en una obra del escritor italiano Giovanni Verga, es un exponente del estilo de ópera italiana denominado verismo, que subraya el comportamiento violento de los personajes sometidos a una gran tensión emocional. Cavalleria rusticana tiene libreto de Guido Menasci y Giovanni Targionni-Tozzetti, y se estrenó en Roma en 1890.
Mientras tanto, Giovanni Verga no quedó satisfecho con la oferta de la editorial Sonzogno para los derechos de adaptación de su novela y presentó una demanda por plagio, alegando, entre otras cosas, que nunca había concedido oficialmente el permiso para la adaptación, sino solo una aprobación genérica a una solicitud informal del músico. Verga ganó la demanda: el escritor siciliano obtuvo el 25 % de los beneficios derivados de la representación de la ópera como compensación.
El éxito de Pietro Mascagni con el verismo influyó en el compositor italiano Ruggiero Leoncavallo. Mascagni compuso 17 óperas, aunque solo Cavalleria rusticana y L'amico Fritz (1891) se mantienen en el repertorio musical actual. Otras óperas fueron Il piccolo Marat, Guglielmo Ratcliff, I Rantzau, interpretada por la famosa cantante Nellie Melba en el Covent Garden, y Nerone (1935), que era un tributo a Benito Mussolini, ya que Mascagni había aceptado ser el músico oficial del régimen fascista italiano.

### 1880–1889
El estreno de la primera cantata de Mascagni, In Filanda, tuvo lugar en el Istituto Cherubini el 9 de febrero de 1881. Interpretada en un concurso musical en Milán, la cantata ganó el primer premio. Ese mismo año, Mascagni conoció a los músicos Arrigo Boito y Amilcare Ponchielli en Milán.[cita requerida]
En 1882 compuso su Cantata alla gioia a partir de un texto de Friedrich Schiller, seguida de La stella di Garibaldi para voz y piano, y La tua stella. El 6 de mayo, partió de Livorno rumbo a Milán. Aprobó el examen de admisión al Conservatorio de Milán el 12 de octubre. En Milán, conoció al célebre compositor Giacomo Puccini y fue alumno de Amintore Galli, director artístico del Conservatorio de Milán.
El 9 de enero de 1883, falleció la hermana de Mascagni, María. La cantata «In Filanda» se convirtió en «Pinotta» y fue propuesta para el concurso musical del Conservatorio, pero, como su inscripción fue tardía, no fue aceptada.[cita requerida]
En 1884 compuso Ballata para tenor y piano; M'ama non m'ama, scherzo para soprano y piano; Messagio d'amore y Alla luna.
En 1885, compuso Il Re a Napoli en Cremona, una romanza para tenor y orquesta, sobre un texto de Andrea Maffei. Abandonó Milán sin completar sus estudios. Ese año, comenzó a realizar giras como director de orquesta en las compañías de operetas de Vittorio Forlì, Alfonso y Ciro Scognamiglio, y, en Génova, en la compañía de Luigi Arnaldo Vassallo.[cita requerida]
Mascagni conoció al empresario Luigi Maresca en 1886 y comenzó a trabajar con él. En diciembre de ese año, llegó a Ceriñola con la compañía de Maresca. Lo acompañaba Argenide Marcellina Carbognani (Lina), su futura esposa. Con la ayuda del alcalde Giuseppe Cannone, pronto dejó la compañía de Maresca, aunque no sin problemas.[cita requerida]
Fue nombrado maestro de música y canto de la nueva filarmónica de Cerignola. Su reputación creció. También impartió clases de piano. En febrero de 1888, comenzó a trabajar en la Misa de Gloria. En julio de 1888, la Casa Musicale Sonzogno anunció en el Teatro Illustrato su segundo concurso para una ópera de un acto, que sería juzgada por un jurado compuesto por Galli y Antonio Ghislanzoni. Al año siguiente, completó su composición de Cavalleria rusticana el 27 de mayo y envió el manuscrito a Milán. Mascagni ganó contra otras setenta y dos óperas, entre ellas Labilia, de Niccola Spinelli, y Rudello, de Vicenzo Ferroni.
Mascagni se casó con Lina Carbognani el 3 de febrero de 1889. Al día siguiente nació su primer hijo, Domenico Mascagni ("Mimì"). Su hijo Dino nació el 3 de enero de 1891. Su hija Emi nació en 1892.

### 1890-1899
El 21 de febrero de 1890, Mascagni fue convocado a Roma para presentar su ópera. El estreno de Cavalleria rusticana, ganadora del concurso Sonzogno, tuvo lugar el 17 de mayo en el Teatro Costanzi de Roma. Tuvo un éxito rotundo y se representó rápidamente tanto en el norte como en el sur de Italia: Florencia, Turín, Bolonia, Palermo, Milán, Génova, Nápoles, Venecia y Trieste.[cita requerida]
En diciembre, Gustav Mahler dirigió la ópera en Budapest. Poco después, las ciudades de Múnich, Hamburgo, San Petersburgo, Dresde y Buenos Aires la acogieron. En marzo de 1891, se cantó en Viena . A los 26 años, Mascagni ya era internacionalmente famoso.[cita requerida]
Mascagni estrenó L'amico Fritz, su segunda ópera más exitosa, el 31 de octubre de 1891 en el Teatro Costanzi de Roma. I Rantzau se estrenó el 10 de noviembre en el Teatro La Pergola de Florencia, bajo su propia dirección.
Completó posteriormente Silvano (1894). El 16 de febrero de 1895, estrenó Guglielmo Ratcliff en el Teatro alla Scala de Milán. El 15 de marzo, Silvano se estrenó en el mismo teatro. Ese año, aceptó la dirección del Liceo Rossini de Pésaro y se trasladó allí con su familia.[cita requerida]
El 2 de marzo de 1896, dirigió el estreno de Zanetto en el Liceo. Continuó componiendo y dirigiendo. El 29 de junio de 1898, en Recanati, dirigió el estreno de su poema sinfónico A Giacomo Leopardi . Mascagni inició una colaboración con el libretista Luigi Illica. Su primera obra, Iris , se estrenó el 22 de noviembre en el Teatro Costanzi de Roma.[cita requerida]
El padre de Mascagni murió en mayo de 1899.[cita requerida]

### 1900-1909

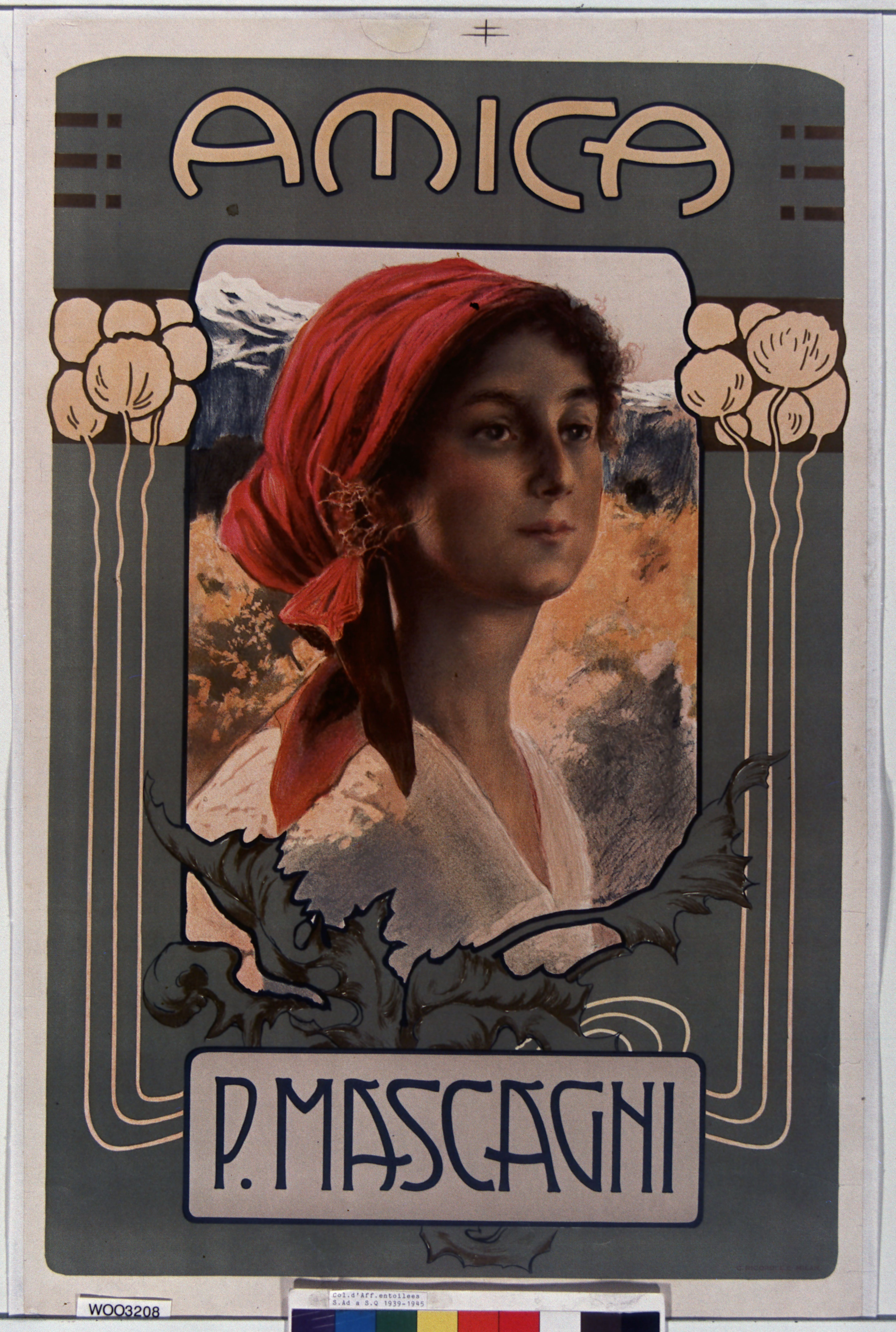
Cartel de Amica, 1905, que muestra a Geraldine Farrar, quien interpretó el papel principal en el estreno de Montecarlo.

En 1900, Mascagni realizó una gira por Moscú y San Petersburgo, y el 17 de enero de 1901, Le maschere se estrenó en seis teatros italianos. Giuseppe Verdi falleció el 27 de enero y al mes siguiente Mascagni conmemoró su fallecimiento. Ese mismo año, dirigió el Réquiem de Verdi en Viena.[cita requerida]
Mascagni compuso la música incidental para la obra de Hall Caine, La ciudad eterna, en agosto de 1902; el estreno de la obra con la música de Mascagni tuvo lugar en Londres el 2 de octubre.[cita requerida]
En 1902 y 1903, realizó una gira por Canadá y Estados Unidos (en particular, Montreal, Nueva York, Filadelfia, Boston y San Francisco), donde dirigió muchas de sus obras y las de otros compositores. La gira fue en su mayor parte un fracaso, salvo la visita a San Francisco, donde tuvo una excelente acogida.[cita requerida]
En 1903, abandonó Pesaro tras problemas con las autoridades. Se convirtió en director de la Escuela Musical Romana de Roma. Ese mismo año, firmó un contrato con el editor francés Paul de Choudens.[cita requerida]
Amica, basada en un poema de Choudens con libreto en francés de Paul Collin,  se estrenó el 16 de marzo de 1905 en Montecarlo. Ese año, tuvo disputas con Ruggero Leoncavallo y Giacomo Puccini. También tuvo el estreno en Livorno de Le maschere.
Mascagni fue director de los Costanzi durante la temporada que comenzó en agosto de 1909.[cita requerida]

### 1910-1919

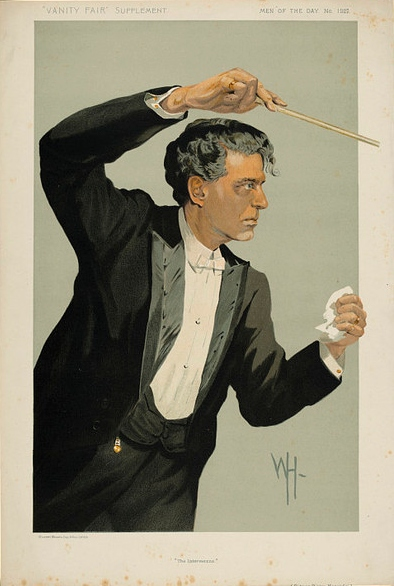
Mascagni caricaturizado en Vanity Fair, 1912.

El 4 de abril de 1910, Mascagni inició una relación con Anna Lolli. En octubre se reconcilió con Puccini.
Mascagni cesó su actividad como director de la Scuola Musicale Romana en 1911. Ese mismo mayo partió hacia Buenos Aires, iniciando una gira de siete meses por Sudamérica. El estreno de Isabeau tuvo lugar en Buenos Aires el 2 de junio.[cita requerida]
El estreno italiano de Isabeau tuvo lugar simultáneamente en La Scala de Milán (dirección Tullio Serafin ) y en La Fenice de Venecia (dirigida por él mismo) en 1912. El 28 de marzo comenzó a trabajar en Parisina en Bellevue, cerca de París, a veces con su hija Emi, su amante Anna Lolli y el libretista Gabriele D'Annunzio.
Parisina se estrenó en Milán el 15 de diciembre de ese año. Asistieron casi todos los compositores italianos importantes de la época, entre ellos Puccini, Umberto Giordano y Riccardo Zandonai. La nueva obra se estrenó en Livorno y Roma en 1914. El 28 de julio, ocurrieron los acontecimientos que poco después desembocaron en la Primera Guerra Mundial: Puccini y Mascagni se opusieron a la participación de Italia en esta guerra, en la que posteriormente fue hecho prisionero el hijo de Mascagni, Dino.[cita requerida]
En 1915, Mascagni compuso la música para la película Rapsodia satánica, de Nino Oxilia. La costumbre era que las películas mudas fueran acompañadas en vivo en un teatro por órgano, piano u orquesta, a menudo usando una partitura preparada (a veces con música original) con indicaciones para el director o el músico. Mascagni tuvo una disputa sobre los derechos de Los dos zuecos de madera (I due Zoccoletti), de Louise de la Ramée, que inspiró tanto a Puccini como a Mascagni. Mascagni conservó el tema para Lodoletta. Esta última ópera se estrenó el 30 de abril de 1917 en Roma. El estreno en Livorno de la ópera fue el 28 de julio con Beniamino Gigli como Flammen.[cita requerida]
Sí, la opereta de Mascagni, que el empresario Carlo Lombardo le había obligado a escribir, se estrenó el 13 de diciembre en Roma.[cita requerida]

### 1920-1939
En 1920, Mascagni compuso Il piccolo Marat, que se estrenó en Roma el 2 de mayo de 1921, seguido de un estreno en Buenos Aires en septiembre. El compositor regresó a Sudamérica para una gira que comenzó en mayo de 1922.
En 1923 compuso Visione Lirica. Además, apareció en la portada de Time el 6 de septiembre de 1926.
En 1927 se trasladó al Grand Hotel Plaza de Roma, lugar que no abandonaría hasta su muerte.
En 1930, Mascagni dirigió La bohème en Torre del Lago, como homenaje a Puccini, fallecido en 1924. En 1931, se representó Le maschere en La Scala.
Pinotta se estrenó en San Remo el 23 de marzo de 1932. Se unió al PNF (partido fascista), siguiendo el ejemplo de muchos músicos contemporáneos, entre ellos Umberto Giordano]].
Nerone se estrenó en Milán el 16 de enero de 1935, seguido del estreno en Livorno el 24 de agosto.
En junio de 1936, el hijo de Mascagni, Dino, murió en Somalia .

### Últimos años
En 1940, las celebraciones por el quincuagésimo aniversario de su ópera más popular, Cavalleria rusticana, se celebraron en toda Italia, a menudo bajo la dirección de Mascagni. La ópera se grabó para La Voce del Padrone ("La Voz de Su Amo") en La Scala bajo la dirección del propio Mascagni, quien grabó una introducción hablada especial. Posteriormente, EMI reeditó la grabación en LP y CD.[cita requerida]
En 1942, después de una audiencia con el Papa Pío XII, los periódicos citaron a Mascagni, un católico romano, diciendo que su sobrina, enferma de tuberculosis, se curó después de recibir un rosario y una medalla de plata bendecidos por el Papa.

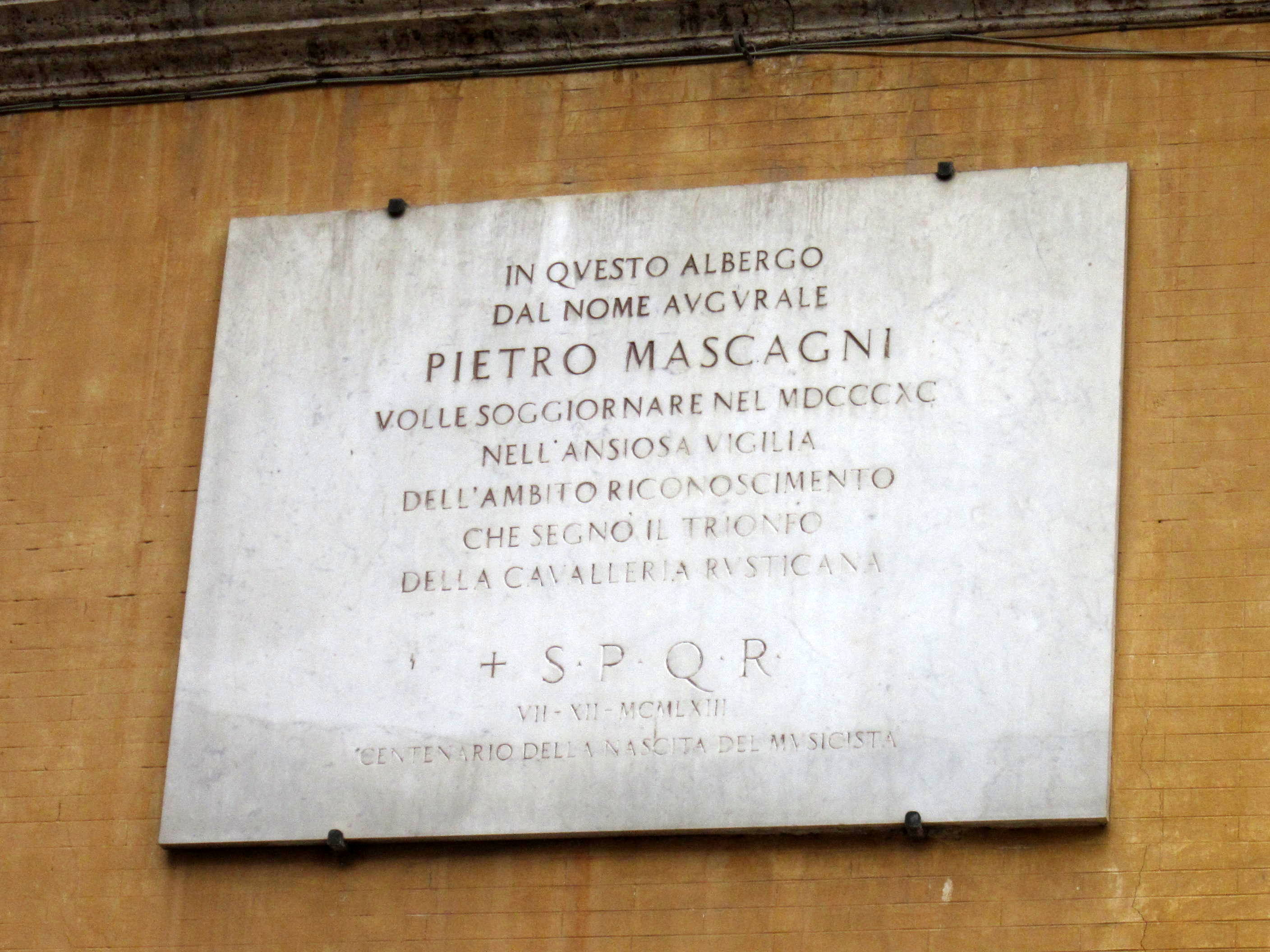
Placa dedicada a Mascagni en el Albergo del Sole, Piazza della Rotonda, Roma.

En abril de 1943, Mascagni se presentó por última vez en La Scala para dirigir L'amico Fritz. Para entonces, ya tenía que dirigir sentado en una silla. La última temporada de Mascagni en la Ópera de Roma ( Cavallería rusticana y "L'amico Fritz" ) fue 1944-45.[cita requerida]

## Muerte
Mascagni falleció el 2 de agosto de 1945 en su apartamento del Grand Hotel Plaza de Roma. El funeral se celebró el 4 de agosto. Las autoridades italianas no estuvieron presentes. En 1951, su cuerpo fue trasladado de Roma a Livorno, donde Mascagni finalmente recibió un homenaje oficial. El 7 de diciembre de 1963, centenario del nacimiento de Mascagni, se erigió una placa en Roma en el Albergo del Sole, donde se alojó durante el estreno de Cavalleria rusticana.[cita requerida]

## Obras seleccionadas
| Año     | Obra | Tipo de obra                 |
| ------- | --- | ---------------------------- |
| 1878    | Duolo eterno!, para voz y piano. | Música vocal (flauta)        |
| 1880    | Leggenda, para voz y piano. | Música vocal (piano)         |
| 1881    | Romanza, para tenor, violín, harmonium y piano. | Música vocal (instrumentos)  |
| 1882    | Canzone militare, para voz, flauta, cuerdas y piano (incl. en Pinotta). | Música vocal (instrumentos)  |
| 1882    | Canzone popolare, para voz, flauta, cuerdas y piano. | Música vocal (instrumentos)  |
| 1879    | Sinfonía en do menor, para piano. | Música solista (piano)       |
| 1879    | Elegía, para soprano, violín y piano. | Música vocal (instrumentos)  |
| 1880    | Pater noster, para voz y cuerdas. | Música vocal (instrumentos)  |
| 1880    | Sinfonía en fa mayor, para piano a 4 manos. | Música solista (piano)       |
| 1880    | Ave Maria, para voz y piano. | Música vocal (piano)         |
| 1880    | Melodía, para violín y piano. | Música instrumental          |
| 1880    | Minuetto, para cuerdas. | Música instrumental          |
| 1880    | Messe, para voces y orquesta. | Música vocal (orquesta)      |
| 1880    | 2 Kyries, para voz masculina y órgano. | Música vocal (órgano)        |
| 1880    | Pinotta (Targioni-Tozzetti), ópera. | Música escénica (ópera)      |
| 1881    | Novellina, para piano. | Música solista (piano)       |
| 1881    | In nativitate Dominum, para voces. | Música vocal (capella)       |
| 1881    | Sinfonía en fa, para orquesta. | Música orquestal             |
| 1881    | Salve regina, para voces (STBar). | Música vocal (capella)       |
| 1881    | In filanda, cantata. | Música vocal (orquesta)      |
| 1882    | La pensosa, para voces y orquesta. | Música vocal (orquesta)      |
| 1882    | Alla gioia (basada en la oda de Friedrich Schiller, trad. Andrea Maffei), para voces solistas, voces y orquesta.                                                                                      | Música vocal (orquesta)      |
| 1882    | Coro nuziale, para 2 voces. | Música vocal                 |
| 1882    | In Epiphania Domini. | Música vocal                 |
| 1882    | La tua stella, para voz y piano. | Música vocal (piano)         |
| 1882    | Canzone amorosa, para voz, flauta, cuerdas y piano. | Música vocal (instrumentos)  |
| 1882    | Strofe (sin acompañamiento). | Música vocal (capella)       |
| 1882    | Il canto dell'agricoltore, para piano. | Música solista (piano)       |
| 1882    | Motetto in modo dorico, para voz y órgano. | Música vocal (instrumentos)  |
| 1882    | La stella di Garibaldi, para voz y piano (también con orquesta). | Música vocal (piano)         |
| 1882    | Melodía, para violoncello. | Música solista (violoncello) |
| 1882    | Alla luna, para voz y piano (no publicada). | Música vocal (piano)         |
| 1883    | Pena d'amore, para voz y piano. | Música vocal (piano)         |
| 1883    | Elegía [per Wagner], para orquesta. | Música orquestal             |
| 1883    | Serenata, para voz y piano. | Música vocal (piano)         |
| 1883    | Sulla riva, para voz y piano. | Música vocal (piano)         |
| 1883    | Canzonetta, para voces y piano. | Música vocal (piano)         |
| 1883    | Sulle rive di Chiaia, para piano. | Música solista (piano)       |
| 1883    | Messe, para voces. | Música vocal (capella)       |
| 1884    | M'ama... non m'ama, para voz y piano. | Música vocal (piano)         |
| 1884    | Il re a Napoli, para tenor y orquesta. | Música vocal (orquesta)      |
| 1884    | Ballata, para voz y orquesta. | Música vocal (orquesta)      |
| 1885    | Romanzina francesina, para voz y piano (incl. en el 4.º acto de «Guglielmo Ratcliff»). | Música vocal (orquesta)      |
| 1885    | Il re a Napoli, opereta. (Cremona, Teatro Municipale, 18 de marzo de 1885) | Música escénica (ópera)      |
| 1886    | Va', mio povero sospir, para voz y piano. | Música vocal (orquesta)      |
| 1886    | Son le gioie d'amore, para voz y piano. | Música vocal (piano)         |
| 1886    | Una croce in Camposanto, para voz y piano. | Música vocal (piano)         |
| 1887    | Misa de Réquiem. | Música vocal                 |
| 1887    | Valzer, trío de cuerdas. | Música instrumental          |
| 1888    | Messa di gloria. | Música vocal                 |
| 1888    | Polka di Titania, para piano. | Música solista (piano)       |
| 1889    | Marcia militare, para orquesta. | Música orquestal             |
| 1889    | Danza boema, para orquesta. | Música orquestal             |
| 1889    | Sorriso di fanciulla, para voz y piano. | Música vocal (orquesta)      |
| 1890    | Inno per l'esposizione di Palermo, para tenor, voces y orquesta. | Música vocal (orquesta)      |
| 1890    | Pifferata di Natale, para orquesta. | Música orquestal             |
| 1890    | Gavotta delle bambole, para orquesta. | Música orquestal             |
| 1890    | Risveglio, para voz y piano. | Música vocal (piano)         |
| 1890    | Rosa, para voz y piano. | Música vocal (piano)         |
| 1890    | Cavalleria rusticana (G. Menasci y G. Targioni Tozzeti, basada en Giovanni Verga), ópera. (Roma, Costanzi, 17 de mayo de 1890)                                                                        | Música escénica (ópera)      |
| 1890    | Messaggio d'amore, para voz y piano. | Música vocal (piano)         |
| 1890    | Scherzo, para voz y piano. | Música vocal (piano)         |
| 1891    | Allora ed ora, para voz y piano. | Música vocal (piano)         |
| 1891    | L'amico Fritz (libreto de Nicola Daspuro, alias P. Suardon; basado a su vez en la comedia de Émile Erckmann/Pierre Alexandre Chatrian), ópera. (Roma, Costanzi, 31 de octubre de 1891).               | Música escénica (ópera)      |
| 1891    | Savoia, para banda | Música orquestal (banda)     |
| 1891    | Sintomi d'amore, para voz y piano. | Música vocal (piano)         |
| 1891    | Danza esotica, para orquesta. | Música orquestal             |
| 1892/93 | I Rantzau (Targioni-Tozzetti y Menasci, a partir de Les Rantzau, de É. Erckmann y P. A. Chatrian), ópera. (Florencia, Pergola, 10 de noviembre de 1892).                                              | Música escénica (ópera)      |
| 1894    | L'addio di Palamadine, para voz y piano. | Música vocal (piano)         |
| 1894    | Serenata, para voz y piano. | Música vocal (piano)         |
| 1894    | Sera d'ottobre, para voz y piano. | Música vocal (piano)         |
| 1898    | A Giacomo Leopardi, para soprano y orquesta. | Música vocal (orquesta)      |
| 1906    | Ascoltiamo, para voz y piano. | Música vocal (piano)         |
| 1906    | Spes ultima, para voz y piano. | Música vocal (piano)         |
| 1895    | Guglielmo Ratcliff (basada en la obra de Heinrich Heine), ópera. | Música escénica (ópera)      |
| 1895    | Silvano (Targioni-Tozzetti, según Alphonse Karr: Romano), ópera. (Milán, Scala, 25 de marzo de 1895).                                                                                                 | Música escénica (ópera)      |
| 1896    | Zanetto (Targioni-Tozzetti y Menasci, según François Coppée: Le passant), ópera. (Pesaro, Liceo Rossini, 2 de marzo de 1896).                                                                         | Música escénica (ópera)      |
| 1898    | Iris (Luigi Illica), ópera. (Roma, Costanzi, 22 de noviembre de 1898; rev. Milán, Scala, 19 de enero de 1899).                                                                                        | Música escénica (ópera)      |
| 1899    | Inno ad Adelaide Cairoli, para voz y voces. | Música vocal                 |
| 1901    | Le maschere (L. Illica), ópera. (Roma, Costanzi; Milán, Scala; Venecia, Fenice; Turín, Regio; Génova, Carlo Felice; Verona, Filarmonico: 17 de enero de 1901; Nápoles, S Carlo, 19 de enero de 1901). | Música escénica (ópera)      |
| 1902    | The Eternal City (música incidental, H. Caine) (Londres, 2 de octubre de 1902). | Música incidental            |
| 1904    | New World Processional, para orquesta. | Música orquestal             |
| 1905    | Amica (traducción de un libreto francés de Paul de Choudens), ópera. (Monte Carlo, Casino, 16 de marzo de 1905).                                                                                      | Música escénica (ópera)      |
| 1906    | Stornelli marini, para voz y piano. | Música vocal (piano)         |
| 1911    | Isabeau (L. Illica, según la leyenda de Lady Godiva), ópera. (Buenos Aires, Coliseo, 2 de junio de 1911).                                                                                             | Música escénica (ópera)      |
| 1913    | La luna, para voz y piano. | Música vocal (piano)         |
| 1913/14 | Parisina (Gabrielle D'Annunzio), ópera. (Milán, Scala, 15 de diciembre de 1913). | Música escénica (ópera)      |
| 1915    | Il coro dei fanti, para voces y orquesta. | Música vocal (orquesta)      |
| 1915    | Rapsodia satanica, poema sinfónico para la película Alfa. | Música orquestal             |
| 1917    | Lodoletta (G. Forzano, según Ouida: Two Little Wooden Shoes), ópera. (Roma, Costanzi, 30 de abril de 1917).                                                                                           | Música escénica (ópera)      |
| 1917    | La ballata di maggio, para voz y orquesta (incl. con texto nuevo en la película La canzone del sole, 1933).                                                                                           | Música vocal (orquesta)      |
| 1919    | Si (C. Lombardo y A. Franci), opereta. (Roma, Quirino, 13 de diciembre de 1919) | Música escénica (ópera)      |
| 1921    | Il piccolo Marat, ópera. (Roma, Costanzi, 2 de mayo de 1921) | Música escénica (ópera)      |
| 1923    | Visione lirica, para voces y orquesta. | Música vocal (orquesta)      |
| 1928    | Il canto del lavoro, para voces y orquesta. | Música vocal (orquesta)      |
| 1930    | Danza dei Gianduiotti e Giacomette, para el ballet Fiori del Brabante (en colaboración con Zandonai, Casella, Malipiero, Pizzetti, Respighi y otros).                                                 | Música escénica (ballet)     |
| 1932    | Invocazione alla madonna, para voces y orquesta. | Música vocal (orquesta)      |
| 1935    | Nerone (Targioni-Tozzetti, a partir del texto original de Pietro Cossa), ópera. (Milán, Scala, 16 de enero de 1935).                                                                                  | Música escénica (ópera)      |
| 1943    | O Roma felix, para voz y orquesta. | Música vocal (orquesta)      |

## En otros medios
La banda sonora de la película Raging Bull de 1980 utiliza el Intermezzo de Cavalleria rusticana, la Barcarola de Silvano y el Intermezzo de Guglielmo Ratcliff (conocido como Il sogno di Ratcliff ).
La película de 1990 El Padrino III utilizó una producción de Cavalleria rusticana en el Teatro Massimo de Palermo como escenario para su clímax, con el hijo de Michael Corleone, Anthony, como Turiddu. La película termina con el Intermezzo.